# La casa de las sonrisas
La casa de las sonrisas es una película española de comedia estrenada en 1948, dirigida por Alejandro Ulloa y protagonizada por Guillermina Green, Isabel de Pomés y Luana Alcañiz, entre otros.

## Sinopsis
La película cuenta los acontecimientos que tienen lugar en una elegante pensión conocida como "La casa de las sonrisas". Allí se alojan varias chicas que se ven envueltas en todo tipo de problemas. En la casa no se permite la entrada a ningún hombre, pero un día entra en la misma un furtivo que despierta la inquietud de las muchachas y que provocará muchos quebraderos de cabeza a la directora.

## Reparto
- Guillermina Green como Elena
- Camino Garrigó como Ramona
- Luana Alcañiz como	Isabel
- Isabel de Pomés como Laura
- Marta Flores como Susana
- Ana María Méndez como Alicia
- Alicia Palacios como Marga
- Juny Orly como Lucía
- Rina Celi como Matilde
- Esperanza Barrera como Clara
- Laura Ley como Elvira
- Antonio Bofarull como Don Leandro
- Tony D'Algy como Alberto
- Carlos Martínez Campos como Carlos
- Carlos Agostí como	Ricardo
- José Vivó como Julio
- Modesto Cid como Sr. Adreiner
- Ana Esmeralda como	Bailarina en café
- Antonio Machín como El mismo
- María Esperanza Navarro como Clara
- Alberto Vialis como Marqués de Crevillon